# 浍南镇
浍南镇，是中华人民共和国安徽省蚌埠市五河县下辖的一个乡镇级行政单位。

## 行政区划
浍南镇下辖以下地区：
朗湖村、马场村、西营村、皇庙村、徐桥村、盛桥村、白徐村、桑庙村、杨集村、黄圩村、肖许刘村、李庄村、裴家村、朱袁村、安子口村、年庙村、沙湾村、彭圩村、园集村和郭庙村。